# 佐藤優樹
佐藤優樹（1999年5月7日—），原為日本女子組合早安少女組。第十期成員，於2021年12月13日從早安少女組。及早安家族畢業。隸屬於演藝經紀公司J.P ROOM Inc。
暱稱是「まーちゃん（Maachan）」、「まさき （Masaki)」，華語區多稱為「麻醬」，應援色為翡翠綠。是早安少女組中第六位北海道出身的成員。

## 經歷
- 札幌モデル事務所MIST K's COMPANY 模特兒。

### 2011
- 5月8日 - 早安春季巡迴演唱會上宣布將舉行『早安少女組。10期成員『元氣印』選拔甄選』。
- 9月29日 - 在日本武道館舉行的『コンサートツアー2011秋 愛BELIEVE～高橋愛 卒業記念スペシャル～』，宣布與飯窪春菜、石田亞佑美、工藤遙成為早安少女組。第十期成員[1]。

### 2012
- 1月3日 - 與Hello! Project合作參演「數學♥女子學園」。演出角色為澀谷警備隊員-宮益 りおん。
- 1月25日 - 發行出道曲第48單『ピョコピョコ ウルトラ』。
- 9月10日 - 10期成員Offical Blog「天気組ブログ」開設。
- 9月30日 - 在秋季演唱會仙台夜公演上獲得了第一次的演唱會solo演出機會，獨自演唱光井愛佳的演唱曲『私の魅力に気付かない鈍感な人』。
- 10月16日 - 發表由早安少女組。的生田衣梨奈、石田亞佑美、佐藤優樹以及S/mileage的竹內朱莉組成SATOYAMA movement中的新組合「ハーベスト」，並將發行新單曲販售[2]。

### 2013
- 1月2日 - 因高燒缺席「Hello! Project 誕生15周年記念ライブ2013冬 」，之後被診斷出「左頸部淋巴腺炎」而未能演出之後的冬季演唱會。
- 8月22日 - 於Youtube官方網站上釋出宣傳短片「1／娘。　モーニング娘。 佐藤優樹」[3]。
- 9月4日 - 與Juice=Juice成員宮本佳林組成SATOYAMA movement新組合「ジュリン」，新單曲以DVD形式推出[4]。

### 2014
- 4月23日，與勝田里奈、植村あかり組成SATOYAMA SATOUMI新團體《さとのあかり》並發行單曲『嗚呼、素晴らしき日々よ』[5]。

### 2016
- 12月22日，因腰痛等原因就醫診斷為「急性腰痛症、腰椎椎間板ヘルニア」（椎間盤脫出症）。

### 2017
- 1月26日，為了能夠專心療養，官方宣布不參加第63張單曲的錄製、拍攝及宣傳活動。
- 2月24日，宣布於3月18日開始的春季巡迴演唱會復出。
- 3月18日，正式歸隊。

### 2019
- 4月5日，於NHK教育頻道播出的動畫「あはれ！名作くん」中首次擔任聲優演出。

### 2021
- 2月22日，因身體不適至醫院進行檢查之後，其診斷結果為「過敏性腸症候群（大腸激躁症）」。
- 2月26日，在與醫師的談論下，表示已可恢復活動，參加「Hello! Project 2021 Winter ～STEP BY STEP～」演唱會行程。
- 3月12日，再度感到身體不適進而至醫院進行檢查，同樣被醫師診斷為「過敏性腸症候群（大腸激躁症）」，必須進行為期兩周的到院治療及療養，故將缺席2021年3月13日的【Hello! Project 2021 春「花鳥風月」】鳥組初日公演。
- 3月23日，由於症狀未見好轉，在與醫師與本人的討論下，為了專心治療必須將4月底以前的活動全部暫停。
- 4月27日，因為「過敏性腸症候群(大腸激躁症)」復發而暫停活動，在治療與休養期間，雖症狀已獲得改善，但醫師仍然建議繼續進行治療。在與本人討論過後，預計缺席5月30日為止的【Hello! Project 2021 春「花鳥風月」】鳥組全公演。
- 6月3日，因為「過敏性腸症候群（大腸激躁症）」休養並暫停部分活動，在醫師的判斷下還是無法進行長時間及激烈運動，因此將缺席7月開始的「Hello! Project 2021 SUMMER」全公演。
- 8月5日，雖然症狀好轉，但醫師依然判定尚無法進行長時間及激烈的運動，於是將缺席9月開始的「Hello! Project 2021 秋「続・花鳥風月」」全公演。
- 9月24日，官網公告將於12月13日於日本武道館舉行早安少女組。'21的單獨演唱會，並於演唱會後從早安少女組。'21及早安家族中畢業。畢業後將繼續進行個人的音樂活動。
- 12月13日，於日本武道館舉行的「早安少女組。'21 CONCERT TOUR ～Teenage Solution～佐藤優樹畢業Special」從早安少女組。'21及早安家族中畢業。
- 12月15日，開設個人部落格[6]
- 12月26日，開設個人抖音帳號[7]

### 2022年
- 4月15日、宣佈加入「M-line club」。
- 8月14日、以Surprise Guest的身分出演「M-line Special 2022 ～My Wish～」。睽違約8個月的音樂活動再開。
- 9月16日、由於「過敏性腸症候群（大腸激躁症）」症狀依然持續著，今後也會視情況繼續維持演藝活動。
- 11月26日、宣佈就任以北海道為發展中心的複合型企業「Coach & Four」的第三任的品牌形象代表。

### 2023年
- 1月1日，事務所由UP-FRONT AGENCY Co., Ltd移籍至J.P ROOM Inc。
- 1月27日，開設「佐藤優樹 STAFF」公式Twitter。
- 3月29日，首張個人出道單曲發售。

## 人物
- 小名為「まーちゃん」。
- 早安家族製作人淳君形容其為「非常上相的原石」、「對音樂有著一流的理解能力，如斷奏和切分音等節奏理論都能一一指出」並給予其可塑性很高的評價。[8]
- 老家位於北海道札幌的「伏見稻荷神社」，加入早安少女組。之前都是與家人及親戚同住。
  - 加入團體後因工作關係讓當時還只是小學生的佐藤一個人獨自上京生活。
- 有2個妹妹。對父母的稱謂為「父(ちち)」、「母(はは)」。
- 特技為鋼琴、芭蕾、打鼓和騎馬。
- 在徵選被問到特技的時候，明明擅長很多才藝但照著父母的意見說自己什麼都不會。
- 不怕生、天真爛漫、愛惡作劇的小惡魔性格
- 天性散漫而且好像對很多事情都迷迷糊糊的狀態，卻擁有出眾的表演力，無論歌唱還是跳舞都很上手。
  - 出道後多次被冠以早安少女組。的「鬼才」、「天才」等名號，但實際上是位「笨蛋天才」，對很多日常事情都非常不擅長（連衣物的大中小碼也分不清楚）。
  - 常有令成員陷入迷霧的發言與無法預測的動作，小時候也被附近住戶說是不可思議的少女。
- 因為自小就接受由英語主導的家庭教育，剛出道時不太會以日語對答，經常詞不達意，讓別人一頭霧水。
- 2016年因為「急性腰痛症、腰椎椎間板突出症」必須休養而暫停活動，成為成團以來首位因傷而缺席單曲錄製的成員，休養期間為了代替無法參與的舞台活動而每天更新部落格。
- 歌唱技巧高、舞蹈水準是中島早貴、宮本佳林都認可的等級。
- 會用不一樣的叫法來稱呼成員，而且隨時都會改變。
- 與石田亞佑美一同成為第七、八位在籍超過十年的成員。

## 關係
- 敢當面直言太妹形象令人畏懼的田中麗奈， 天不怕地不怕的言行令周遭也驚訝。
- 很得前輩疼愛，和大家拍照時總是黏得緊緊的，除了同組的田中和道重沙由美外，與夏燒雅、萩原舞的關係也很親密。
- 被Juice=Juice前成員宮本佳林視為「不能認輸的對手」，稱是位「擁有天然魅力的人，無論是跳舞還是唱歌都很熟練的人」。
- 近來培養出作曲的習慣，喜歡將自己的demo錄成cd，而且會製作練習曲讓後輩用以節奏練習。
- 牧野真莉愛在博客上特別寫到跟麻醬的練習總是讓團隊再次充滿活力和歡樂。[9]
- 在日本藝能界人氣甚高，許多具知名度的偶像、演員...等都曾公開表態為她的粉絲。例如：指原莉乃、松岡茉優、新木優子、伊藤沙莉、大黒柚姬、渡邊麻友、橫山結衣、佐佐木彩夏、廣田愛佳、BiSH的リンリン、村山彩希、本間日陽、仲川遥香、中島デスク、末吉9太郎...等。

## 作品

### 單曲
|     | 發行日        | 曲名 | 中文名稱                       | Oricon週榜最高名次 | 首週銷量 | 累計銷量 | 概要 | 所屬原創專輯 | 所屬精選專輯 |
| --- | ------------- | ---- | ------------------------------ | ------------------ | -------- | -------- | ---- | ------------ | ------------ |
| 1st | 2023年3月29日 |      | Ding Dong/浪漫從不是我的風格   | 4                  | 16,165   |          |      |              |              |
| 2nd | 2024年11月6日 |      | 嵐のナンバー/花鳥風月 春夏秋冬 | 3                  | 12,851   |          |      |              |              |

### 配信單曲
| 發行日         | 曲名 | 中文名稱       | 概要 |
| -------------- | ---- | -------------- | --- |
| 2021年12月14日 |      | 你的笑容是太陽 | |
| 2023年11月19日 |      |                | 與宮本佳林·小片リサ演唱，TBS電視台『ふるさとの未来』節目第2期主題曲。                                        |
| 2024年3月1日   |      |                | 與宮本佳林·小片リサ·稻場愛香·小関舞演唱，每日放送『ドラマ特区 「シンデレラ・コンプレックス」』ED片尾主題曲。 |

## 出演

### TV
| 電視劇        | 放送期間                    | 電視台     | 演出角色   | 備註           |
| ------------- | --------------------------- | ---------- | ---------- | -------------- |
| 數學♥女子學園 | 2012年1月11日-2012年3月28日 | 日本テレビ | 宫益りおん | 首次演出電視劇 |

### 電視動畫
| 動畫             | 放送期間      | 電視台    | 演出角色                                | 備註                          |
| ---------------- | ------------- | --------- | --------------------------------------- | ----------------------------- |
| あはれ！名作くん | 2019年4月5日- | NHK Eテレ | メイちゃん(主要)、団栗林太郎、天使&惡魔 | ※不定期出演、首次擔任聲優演出 |

### 電視節目
| 節目名                 | 放送期間                     | 電視台     | 備註 |
| ---------------------- | ---------------------------- | ---------- | ---- |
| ハロプロ！TIME         | 2011年5月27日-2012年5月31日  | テレビ東京 |      |
| ハロー！SATOYAMAライフ | 2012年6月21日-2013年12月27日 | テレビ東京 |      |
| The Girls Live         | 2014年1月9日-2019年3月31日   | テレビ東京 |      |

### 廣播節目
| 廣播節目 | 放送期間      | 放送地點   | 備註          |
| -------- | ------------- | ---------- | ------------- |
|          | 2012年-2021年 | ラジオ日本 | 出席號碼：7號 |

### 舞台．音樂劇
| 舞台劇名 | 演出期間                                                 | 演出地點                                             | 演出角色                   | 備註   |
| -------- | -------------------------------------------------------- | ---------------------------------------------------- | -------------------------- | ------ |
|          | 2012年6月6日-2012年6月12日                               | 全労済ホール スペース・ゼロ                          | 七绪                       |        |
|          | 2014年6月5日-2014年6月15日                               | 東京池袋サンシャイン劇場、大阪森ノ宮ピロティーホール | マーガレット               |        |
|          | 2015年6月18日-2015年6月28日                              | サンシャイン劇場                                     | ダイス                     |        |
|          | 2016年6月11日-2016年6月12日、2016年6月16日-2016年6月26日 | 京都劇場、サンシャイン劇場                           | 東：トマノ、西：バセスカ   | W CAST |
|          | 2017年6月2日-2017年6月11日                               | サンシャイン劇場                                     | 太陽の神殿＆砂漠の月：ユタ |        |
|          | 2018年6月1日-2018年6月10日、2018年6月15日-6月17日        | サンシャイン劇場、大阪メルパルクホール               | ジク                       |        |

### 演唱會．LIVE
- M-line Special 2022 〜My Wish〜（2022年8月14日-12月24日、8都市20公演）：Guest身份出演。
- M-line Special 2023 ～Magical Wish～（2023年6月17日-12月5日、8都市14公演）：6月17日埼玉公演・25日愛知公演為Guest身份出演。
- LIVE 2023 - Mi RooM -（2023年6月14日・15日、COTTON CLUB）：以Secret Guest身份出演。
- Hello! Project 25th ANNIVERSARY CONCERT「ALL FOR ONE & ONE FOR ALL!」ACT II（2023年9月10日、國立代代木競技場 第一體育館）。
- 岡山縣備前市×OCHA NORMA 地域活性化Concert Naruchika 2023 OCHA NORMA in 備前（2023年11月19日、備前市市民中心）：Special Guest。
- 早安少女組。'23 Concert Tour 秋「Neverending Shine Show」SPECIAL（2023年11月28日、橫濱體育館）：Guest身份出演。

### DVD
- Greeting 〜佐藤優樹〜（2012年、アップフロントワークス） - e-Hello!（イーハロ）シリーズ

### 雜誌
- 「Top Yell」（2012年7月6日、2014年4月7日）
- 「BOMB」（2012年7月9日、2014年4月9日）
- 「MacPeople」（2012年8月29日）
- 「Top Yell」（2012年9月6日）
- 「别册少年チャンピオン」（2012年9月12日）

連載
- Top Yell「まぁちゃん＆くどぅーのハロプロ"先輩"探訪団」（2012年7月号～2014年3月号、竹書房）

## 寫真集

### 團體
| 名稱 | 發行日期      | 出版社       | 攝影     | 備註 |
| ---- | ------------- | ------------ | -------- | ---- |
|      | 2012年9月10日 | ワニブックス |          |      |
|      | 2013年1月16日 | キッズネット | 河野英喜 |      |

### 個人
|     | 名稱  | 發行日期      | 出版社         | 攝影     | 備註             |
| --- | ----- | ------------- | -------------- | -------- | ---------------- |
| 1st |       | 2018年10月6日 | オデッセー出版 | 根本好伸 | ビジュアル写真集 |
| 2nd | prism | 2022年2月28日 | オデッセー出版 | 根本好伸 | ビジュアル写真集 |

## 書籍
- モーニング娘。 15th Anniversary Photobook ZERO（2013年9月30日）
- モーニング娘。天気組BOOK（2013年12月1日）

## 所屬團體組合
- 早安少女組。（2011年9月29日-2021年12月13日）
- 「ハーベスト」（SATOYAMA movement）（2012年）
- 「ジュリン」（SATOYAMA movement）（2013年）
- 「さとのあかり」（SATOYAMA SATOUMI）（2014年）

## 外部連結
- 佐藤優樹 個人頁面 （页面存档备份，存于）
- 佐藤優樹 部落格　 （页面存档备份，存于）
- 佐藤優樹 Instagram （页面存档备份，存于）
- 佐藤優樹 TikTok （页面存档备份，存于）
- 佐藤優樹STAFF Twitter （页面存档备份，存于）